# Iglesia de San Martín (Jáuregui)
La iglesia de San Martín es un edificio situado en el concejo español de Jáuregui, en la provincia de Álava.

## Descripción
El edificio se encuentra en el concejo español de Jáuregui, del municipio de Iruraiz-Gauna, perteneciente a la provincia de Álava, en la comunidad autónoma del País Vasco. Se menciona como iglesia parroquial del lugar en el noveno volumen del Diccionario geográfico-estadístico-histórico de España y sus posesiones de Ultramar de Pascual Madoz, donde aparece descrita con las siguientes palabras: «igl. (San Martin); aneja de Ullibarri, cuyo cura la sirve». En el tomo de la Geografía general del País Vasco-Navarro dedicado a Álava y escrito por Vicente Vera y López, se dice lo siguiente: «Su iglesia, dedicada á San Martín, depende de la parroquia de Ullíbarri, perteneciente al arciprestazgo de Alegría».